# Compsodrillia acestra
Compsodrillia acestra är en snäckart som först beskrevs av Dall 1889.  Compsodrillia acestra ingår i släktet Compsodrillia och familjen Turridae. Inga underarter finns listade i Catalogue of Life.